# 金宗漢
金 宗漢（キム・ジョンハン、김종한、1844年 - 1932年）は、大韓帝国末期の高位官僚、日本統治時代の朝鮮における朝鮮貴族。雅号は、游霞（유하）。

## 生涯
新安東金氏の一族に、父である金啓鎭（김계진）と、安東権氏出身の母の間の息子として生まれ、金敬鎮（김경진）の下に入籍した。 
養父の金敬鎮は、安東金氏が勢道政治を繰り広げたときに、吏曹判書を務めた人物であった。金宗漢は、純宗の丈人（장인：義父、妻の父）で、親日派として有名な尹沢栄や、その兄である尹徳栄から見ると、外従兄（외사촌）にあたる。
若かったときには開化派に参加し、甲午改革当時軍国機務処会議員として金弘集の親日内閣とともに改革を推進し、礼曹判書、宮内部大臣などで要職を引き受けた。金九が残した記録などによると、金宗漢は開化派として活動していた当時、安重根の父である安泰勲と関わりがあった。
金宗漢は、開化派青年として政治を始めたが、自分を起用してくれた金弘集内閣が崩壊し、俄館播遷（高宗のロシア公館への亡命）で親露派が執権するなど情勢が変化する中、変わらず高位職にとどまって時流に迎合する姿を見せ、名門両班家出身ではないながら、もとより理財にも明るく、独特の面貌を見せた。官職にいながらも、早くから現職高官という身分には似合わない高利貸金業で収益を上げていた。
このような資質を活かし、1896年には朝鮮銀行、1903年には漢城銀行（한성은행：後の朝興銀行→新韓銀行）に参加し、近代的な銀行業に足を踏み入れるようになった。この過程で彼は日本の金融資本と癒着するようになり、89歳までの長寿をまっとうする間、大日本帝国の買弁資本として多くの財産を蓄積した。
韓国併合ニ関スル条約（韓国併合条約）締結前後に親日団体を結成し、併合のための様々な活動を行った。1909年には、日本の神道を崇敬する親日団体として神宮奉敎会（신궁봉교회）を組織し、その年の国民演説会にも参加した。当時、李完用系と李容九系は併合条約締結をめぐって功労競争を行っていたが、金宗漢は李完用系に加担した。翌年にはやはり李完用が操って設立した親日団体である政友会総裁を引き受けた。
1910年の韓国併合以後、併合に協力した功労を認められ、男爵の爵位を受けた。

## 死後の評価
2002年に発表された「親日派708人名簿」、2008年には民族問題研究所が『親日人名辞典』に収録するためにまとめた「親日人名辞典収録予定者名簿』に、自身の爵位を襲爵した養孫の金世顕とともに選ばれた。2007年に大韓民国親日反民族行為真相糾明委員会が発表した「親日反民族行為195人の名簿」にも入っている。

## 家族関係
- 父方の祖父：金大均（친조부）
  - 父（養父）：金敬鎮（김경진）
  - 母（養母）：李正完（이정완）の娘
  - 実父：金啓鎭（김계진）
  - 実母：権用経（권용경）の次女
    -       - 息子：金口東（김口동）
        - 孫：金世顕（김세현）

    - 養家 庶弟（異母弟）：金栄漢（김영한、1857年 - 1927年）

## その他
- 現在の新韓銀行の前身である朝興銀行の起源となった漢城銀行を創立した。
- 所有した使用人と護衛武者の数は、600人余りに達した。